# Rozet-Saint-Albin
Rozet-Saint-Albin é uma comuna francesa na região administrativa de Altos da França, no departamento de Aisne. Estende-se por uma área de 7,95 km². Em 2010 a comuna tinha 324 habitantes (densidade: 40,8 hab./km²).